# La Industria Salvará Georgia
La Industria Salvará Georgia (en georgiano: მრეწველობა გადაარჩენს საქართველოს) es un partido político conservador y aislacionista de Georgia fundado en 1999 por Gogui Topadze.

## Ideología
En su libro Semiotics of Drink and Drinking, el antropólogo Paul Manning describe la ideología de Gogui Topadze como "un intento de crear un vínculo autárquico entre la producción nacional y el consumo nacional".El partido pretende cambiar la política económica del país, aboga por las negociaciones con Rusia, se opone a la intervención del Fondo Monetario Internacional en los asuntos de Georgia, critica la integración de Georgia en la OTAN y justificó las acciones de Rusia en la guerra de Siria.

## Historia
El partido fue fundado en 1999 por Gogui Topadze, propietario de una gran empresa de cerveza y bebidas (Kazbegui), y reunió a lobistas pro-empresariales e industriales. Su principal objetivo era cambiar la política económica del país, especialmente luchando contra la influencia del Fondo Monetario Internacional. El partido participó en las elecciones parlamentarias de 1999 y ganó 15 escaños, lo que lo convirtió en el tercer partido más fuerte. Aunque no era parte del gobierno, cooperó con la entonces gobernante Unión de Ciudadanos de Georgia del presidente Eduard Shevardnadze y no constituyó una oposición firme.
Durante las elecciones legislativas de 2004, el partido formó parte de la alianza de la Oposición de Derechas, junto con el partido Nuevas Derechas. La coalición ganó 23 escaños, lo que la convirtió en la segunda fuerza en el parlamento, detrás del dominante Movimiento Nacional Unido del nuevo presidente Míjeil Saakashvili. 
En las elecciones parlamentarias de 2012, el partido participó como parte de la alianza ganadora Sueño Georgiano. El partido abandonó la coalición Sueño Georgiano antes de las elecciones parlamentarias de 2016. A pesar de esto, la coalición Sueño Georgiano sigue cooperando con el partido y La Industria Salvará a Georgia ganó su único distrito electoral mayoritario, Simon Nozadze, sin enfrentarse a un candidato rival de Sueño Georgiano.
El 15 de julio de 2018, en vísperas de las elecciones presidenciales de 2018 en Georgia, el partido se unió a la coalición La Fuerza Está en la Unidad. El partido nominó a su candidato Otar Meunargia y en la segunda vuelta apoyó a Grigol Vashadze.

## Resultados electorales

### Elecciones parlamentarias
| Elección | Votos     | %     | Representantes | +/–   | Posición | Coalición             | Candidato     |
| -------- | --------- | ----- | -------------- | ----- | -------- | --------------------- | ------------- |
| 1999     | 151.038   | 7,54  | 15/235         | Nuevo | 3.º      |                       | Gogui Topadze |
| 2003     | 117.785   | 6,40  | 4/235          | 11    | 7.º      |                       | Gogui Topadze |
| 2004     | 113.313   | 7,74  | 23/150         | 19    | 2.º      | Oposición de Derechas |               |
| 2008     | 16.440    | 0,93  | 0/150          | 23    | 6.º      |                       | Gogui Topadze |
| 2012     | 1.181.862 | 54,97 | 6/150          | 6     | 1.º      | Sueño Georgiano       | Gogui Topadze |
| 2016     | 13.788    | 0,78  | 1/150          | 5     | 9.º      |                       | Gogui Topadze |
| 2020     | 1.048     | 0,05  | 0/150          | 1     | 38.º     |                       | Gogui Topadze |